# Ambatolahy (Ihorombe)
Ambatolahy is een plaats en gemeente in Madagaskar in het district Ihosy, gelegen in de regio Ihorombe. Een volkstelling in 2001 telde het inwonersaantal op 10.020 inwoners.
De plaats biedt enkel lager onderwijs en beperkt middelbaar onderwijs aan. 90% van de bevolking werkt als landbouwer en 10% leeft van de veeteelt. Het belangrijkste landbouwproduct is rijst, andere belangrijke producten zijn saccharum en cassave.